# Liste der denkmalgeschützten Objekte in Sankt Margarethen bei Knittelfeld
Die Liste der denkmalgeschützten Objekte in Sankt Margarethen bei Knittelfeld enthält die 23 denkmalgeschützten, unbeweglichen Objekte der österreichischen Gemeinde Sankt Margarethen bei Knittelfeld im steirischen Bezirk Murtal.

## Denkmäler
| Foto  |                 | Denkmal                                                                                          | Standort                                           | Beschreibung | Metadaten |
| ----- | --------------- | ------------------------------------------------------------------------------------------------ | -------------------------------------------------- | --- | --- |
| ja    | Datei hochladen | Bildstock, Breitpfeiler, Pestkreuz HERIS-ID: 67590 Objekt-ID: 80563                              | gegenüber Gleinstraße 8 Standort KG: Glein         | Verputztes Bruchsteinmauerwerk mit Holzschindeldach; der Bildstock trägt ein Schild mit der Aufschrift Zur Erinnerung an die Pestzeit 1713. Anmerkung: lt. Dehio in St. Margarethen | BDA-Hist.: Q38117165 Status: § 2a Stand der BDA-Liste: 2025-06-30 Name: Bildstock, Breitpfeiler, Pestkreuz GstNr.: 233                                                                               |
| ja    | Datei hochladen | Kalvarienbergkapelle HERIS-ID: 67593 Objekt-ID: 80566                                            | Standort KG: Glein                                 | | BDA-Hist.: Q38117173 Status: § 2a Stand der BDA-Liste: 2025-06-30 Name: Kalvarienbergkapelle GstNr.: 233 Kalvarienbergkapelle Sankt Margarethen bei Knittelfeld                                      |
| ja    | Datei hochladen | Kriegerdenkmal HERIS-ID: 67594 Objekt-ID: 80567                                                  | Gleinstraße Standort KG: Glein                     | | BDA-Hist.: Q38117181 Status: § 2a Stand der BDA-Liste: 2025-06-30 Name: Kriegerdenkmal GstNr.: 233 Kriegerdenkmal Glein                                                                              |
| ja    | Datei hochladen | Bergkapelle HERIS-ID: 37391 Objekt-ID: 36517                                                     | nördlich von Fötschach 3 Standort KG: Pichl        | Nach einem Gelöbnis in schwerer Krankheit wurde von Ferdinand Stefan in den Jahren 1861 bis 1864 diese Kapelle errichtet.                                                           | BDA-Hist.: Q37975408 Status: Bescheid Stand der BDA-Liste: 2025-06-30 Name: Bergkapelle GstNr.: .55                                                                                                  |
| ja    | Datei hochladen | Pfarrhof HERIS-ID: 51761 Objekt-ID: 57517                                                        | Rachau 89 Standort KG: Rachau II                   | Barocker Bau mit Walmdach | BDA-Hist.: Q38047416 Status: § 2a Stand der BDA-Liste: 2025-06-30 Name: Pfarrhof GstNr.: .16 |
| ja    | Datei hochladen | Scheune, Stadl HERIS-ID: 67598 Objekt-ID: 80571                                                  | bei Rachau 89 Standort KG: Rachau II               | | BDA-Hist.: Q38117199 Status: § 2a Stand der BDA-Liste: 2025-06-30 Name: Scheune, Stadl GstNr.: .17                                                                                                   |
| ja    | Datei hochladen | Kath. Pfarrkirche hl. Oswald HERIS-ID: 51762 Objekt-ID: 57518                                    | Rachau 90 Standort KG: Rachau II                   | Die ursprünglich romanische, im Barock erweiterte Pfarrkirche weist ein Deckenfresko auf, das an den seligen Engelbert Kolland erinnert und mit T. Hafner 1949 bezeichnet ist.      | BDA-Hist.: Q38047427 Status: § 2a Stand der BDA-Liste: 2025-06-30 Name: Kath. Pfarrkirche hl. Oswald GstNr.: .15 Pfarrkirche Rachau                                                                  |
| ja    | Datei hochladen | Kriegergedächtniskapelle HERIS-ID: 75438 Objekt-ID: 88928                                        | bei Rachau 90 Standort KG: Rachau II               | | BDA-Hist.: Q38139092 Status: § 2a Stand der BDA-Liste: 2025-06-30 Name: Kriegergedächtniskapelle GstNr.: .26                                                                                         |
| ja    | Datei hochladen | Bildstock, Breitpfeiler, Reinischkapelle HERIS-ID: 67596 Objekt-ID: 80569                        | bei Rachau 94 Standort KG: Rachau II               | | BDA-Hist.: Q38117190 Status: § 2a Stand der BDA-Liste: 2025-06-30 Name: Bildstock, Breitpfeiler, Reinischkapelle GstNr.: 531/1                                                                       |
| ja    | Datei hochladen | Kath. Filialkirche St. Benedikt mit ehem. Friedhof HERIS-ID: 51809 Objekt-ID: 57603              | St. Benedikten Standort KG: St. Lorenzen           | Die 1147 erstmals erwähnte Kirche besteht heute aus dem Zusammenbau einer romanischen und einer gotischen Kapelle.                                                                  | BDA-Hist.: Q38047843 Status: § 2a Stand der BDA-Liste: 2025-06-30 Name: Kath. Filialkirche St. Benedikt mit ehem. Friedhof GstNr.: .42, 271, .45 Filialkirche St. Benedikt, Sankt Benedikten         |
| ja    | Datei hochladen | Kath. Pfarrkirche hl. Laurentius, Friedhof HERIS-ID: 51848 Objekt-ID: 57654                      | gegenüber St. Lorenzen 3 Standort KG: St. Lorenzen | 1075 erstmals urkundlich erwähnt, stammt der heutige spätgotische Bau aus den Jahren um 1500.                                                                                       | BDA-Hist.: Q38047935 Status: § 2a Stand der BDA-Liste: 2025-06-30 Name: Kath. Pfarrkirche hl. Laurentius, Friedhof GstNr.: .1, 57 Pfarrkirche St. Lorenzen bei Knittelfeld                           |
| ja BW | Datei hochladen | Pfarrhof HERIS-ID: 51847 Objekt-ID: 57653                                                        | St. Lorenzen 1 Standort KG: St. Lorenzen           | Der Pfarrhof wurde 1743 gemäß Datum am Portal erbaut. Die schmiedeeisernen barocken Fensterkörbe sind nicht original.                                                               | BDA-Hist.: Q38047931 Status: § 2a Stand der BDA-Liste: 2025-06-30 Name: Pfarrhof GstNr.: 63 |
| ja    | Datei hochladen | Friedhofskreuz, Friedhof christlich HERIS-ID: 67611 Objekt-ID: 80584                             | bei St. Lorenzen 2 Standort KG: St. Lorenzen       | Ein Holzkreuz mit einer Maria-Statue von Balthasar Prandtstätter aus dem 2. Viertel des 18. Jahrhunderts.                                                                           | BDA-Hist.: Q38117253 Status: § 2a Stand der BDA-Liste: 2025-06-30 Name: Friedhofskreuz, Friedhof christlich GstNr.: 57                                                                               |
| ja    | Datei hochladen | Flur-/Wegkapelle HERIS-ID: 67610 Objekt-ID: 80583                                                | bei St. Lorenzen 4a Standort KG: St. Lorenzen      | | BDA-Hist.: Q38117243 Status: § 2a Stand der BDA-Liste: 2025-06-30 Name: Flur-/Wegkapelle GstNr.: 493                                                                                                 |
| ja    | Datei hochladen | Wohnhaus, Fichtenhof HERIS-ID: 11105 Objekt-ID: 7177                                             | St. Lorenzen 12 Standort KG: St. Lorenzen          | | BDA-Hist.: Q38089669 Status: Bescheid Stand der BDA-Liste: 2025-06-30 Name: Wohnhaus, Fichtenhof GstNr.: 544 Fichtenhof St. Lorenzen                                                                 |
| ja    | Datei hochladen | Figur hl. Johannes Nepomuk HERIS-ID: 67607 Objekt-ID: 80580                                      | bei St. Lorenzen 12 Standort KG: St. Lorenzen      | | BDA-Hist.: Q38117226 Status: § 2a Stand der BDA-Liste: 2025-06-30 Name: Figur hl. Johannes Nepomuk GstNr.: 565 Nepomukstatue St. Lorenzen                                                            |
| ja    | Datei hochladen | Gruftkapelle Feisler HERIS-ID: 67609 Objekt-ID: 80582                                            | bei St. Lorenzen 79 Standort KG: St. Lorenzen      | | BDA-Hist.: Q38117235 Status: § 2a Stand der BDA-Liste: 2025-06-30 Name: Gruftkapelle Feisler GstNr.: 486/2                                                                                           |
| ja    | Datei hochladen | Friedhofskreuz HERIS-ID: 67615 Objekt-ID: 80588                                                  | bei St. Lorenzen 79 Standort KG: St. Lorenzen      | | BDA-Hist.: Q38117261 Status: § 2a Stand der BDA-Liste: 2025-06-30 Name: Friedhofskreuz GstNr.: 486/2                                                                                                 |
| ja    | Datei hochladen | Ländwirtskreuz HERIS-ID: 67606 Objekt-ID: 80579                                                  | St. Lorenzen 101 Standort KG: St. Lorenzen         | | BDA-Hist.: Q38117208 Status: § 2a Stand der BDA-Liste: 2025-06-30 Name: Ländwirtskreuz GstNr.: 47/10                                                                                                 |
| ja    | Datei hochladen | Kath. Pfarrkirche hl. Margaretha, Kruzifix/Kreuz, Kirchhofmauer HERIS-ID: 51864 Objekt-ID: 57671 | bei Dorfstraße 19 Standort KG: St. Margarethen     | Die Capella S. Margaretha wird 1147 erstmals erwähnt, allerdings dürften die ersten Anfänge der Christianisierung ins 8. oder 9. Jahrhundert zurückgehen.                           | BDA-Hist.: Q38047985 Status: § 2a Stand der BDA-Liste: 2025-06-30 Name: Kath. Pfarrkirche hl. Margaretha, Kruzifix/Kreuz, Kirchhofmauer GstNr.: .47, 403 Pfarrkirche St. Margarethen bei Knittelfeld |
| ja    | Datei hochladen | Pfarrhof, Grabstein/Grabplatte HERIS-ID: 67924 Objekt-ID: 80910                                  | Dorfstraße 21 Standort KG: St. Margarethen         | | BDA-Hist.: Q38117932 Status: § 2a Stand der BDA-Liste: 2025-06-30 Name: Pfarrhof, Grabstein/Grabplatte GstNr.: .48                                                                                   |
| ja    | Datei hochladen | Wohn- und Mühlengebäude HERIS-ID: 24720 Objekt-ID: 21126                                         | Gleinstraße 16 Standort KG: St. Margarethen        | | BDA-Hist.: Q37886914 Status: Bescheid Stand der BDA-Liste: 2025-06-30 Name: Wohn- und Mühlengebäude GstNr.: .77                                                                                      |
| ja    | Datei hochladen | Straßenbrücke, Murbrücke HERIS-ID: 76239 Objekt-ID: 89794                                        | Gobernitz 1, bei Standort KG: St. Margarethen      | Anmerkung: Die Murbrücke verbindet die Gemeinden Knittelfeld und Sankt Margarethen.                                                                                                 | BDA-Hist.: Q38142729 Status: § 2a Stand der BDA-Liste: 2025-06-30 Name: Straßenbrücke, Murbrücke GstNr.: 848/1 Murbrücke (Knittelfeld)                                                               |